# Joe Thomas (Schauspieler)

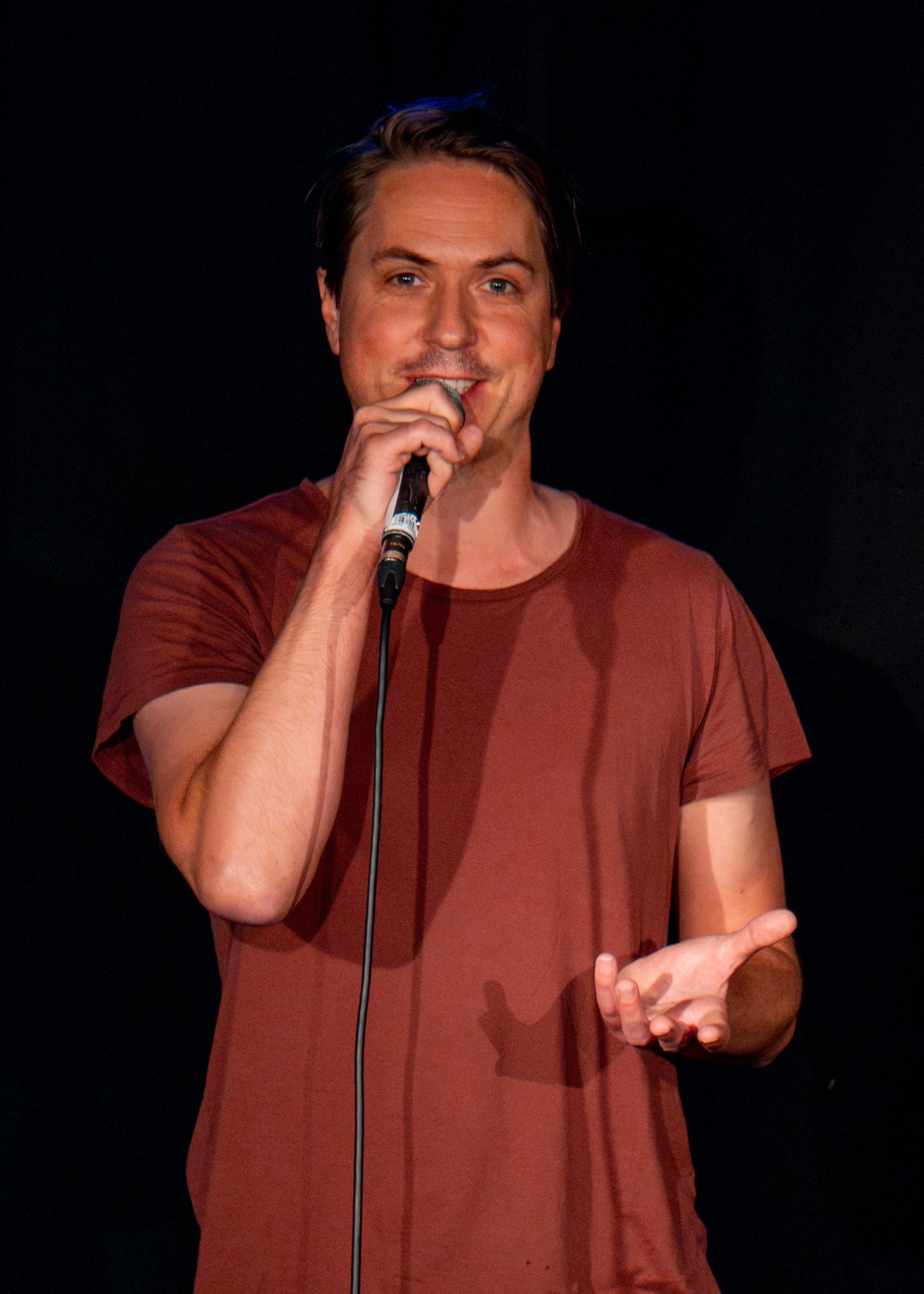
Joe Thomas (2024)

Joseph Owen Thomas (* 28. Oktober 1983) ist ein englischer Schauspieler und Komiker. Er spielte Simon Cooper in der E4-Sitcom The Inbetweeners (2008–2010) und deren beiden Verfilmungen The Inbetweeners Movie (2011) und The Inbetweeners 2 (2014). Er nahm 2019 an der achten Staffel von Taskmaster teil. Er ist mit Hannah Tointon verlobt, die ebenfalls bei The Inbetweeners mitwirkte. Das Paar bekam 2022 ein Kind.